# Deine Lakaien
Deine Lakaien (Да́йне Лака́єн) — німецький дарквейв-гурт, утворений 1984 року. До складу гурту входять вокаліст Александер Вельянов (напівмакедонець) та композитор, піаніст та барабанщик Ернст Хорн. Назва гурту німецькою мовою означає «твої лакеї», її взято з пісні «Die Genaue Zeit» гурту Einstürzende Neubauten («Auch Lakaien haben Taktgefühl» — навіть лакеї мають почуття такту).

## Дискографія
Альбоми
- 1986 — Deine Lakaien
- 1991 — Dark Star (перевидано у 2005 році разом з «2nd Star» EP)
- 1992 — Dark Star Live
- 1993 — Forest Enter Exit (перевидано у 2005 році разом з «Mindmachine» EP)
- 1995 — Acoustic (концертний запис)
- 1996 — Winter Fish Testosterone
- 1999 — Kasmodiah
- 2002 — White Lies
- 2003 — 1987 (ранні матеріали)
- 2003 — Live in Concert
- 2005 — April Skies
- 2007 — 20 Years Of Electronic Avantgarde (оркестровий запис)
- 2010 — Indicator
- 2013 — Acoustic II
- 2014 — Crystal Palace
- 2016 — XXX. The 30 Years Retrospective

Синґли та EP
- 1991 — 2nd Star EP
- 1994 — Mindmachine
- 1999 — Return
- 1999 — Into My Arms
- 2001 — Generators
- 2001 — Where You Are/In The Chains Of (перша частина — пісні, друга — ремікси)
- 2005 — Over and Done
- 2005 — Secret Hideaway
- 2010 — Gone
- 2011 — One Night
- 2014 — Farewell
- 2014 — Where The Winds Don´t Blow

VHS/DVD
- 1994 — Mindmachine (відеосинґл)
- 1994 — Forest Enter Exit (концертне відео)
- 1996 — First Decade (відеокомпіляція)
- 2003 — Live In Concert (DVD)
- 2006 — The concert that never happened before (DVD)
- 2007 — 20 Years Of Electronic Avantgarde (2 DVD оркестрових записів)